# Molophilus undulatus
Molophilus undulatus là một loài ruồi trong họ Limoniidae. Chúng phân bố ở miền Cổ bắc.